# Акробат и молодой Арлекин
«Акробат и молодой Арлекин» (фр. Acrobate et jeune Arlequin) — картина испанского и французского художника Пабло Пикассо, написанная маслом на холсте в 1905 году во время розового периода. Размер — 191,1 × 108,6 см.

## История и описание
С 1904 года Пикассо жил в Парижском общежитии Бато-Лавуар на Монмартре вместе с Фернандой Оливье. С ней он познакомился здесь же, в доме № 13 на улице Равиньян, куда она приходила, чтобы позировать художникам. Они были счастливы в течение нескольких лет, и это стало одной из возможных причин, по которой Пикассо оставил безрадостный стиль голубого периода и стал писать более яркие живые сцены в охристо-розовых тонах. Он часто посещал цирк Медрано́, который находился неподалёку, приходил за кулисы и рисовал актёров. Их внутренняя свобода и маргинальность привлекали художника. Цирковые акробаты, атлеты и клоуны стали для него новым источником вдохновения.
Акробат и молодой Арлекин изображены на фоне города перед началом уличного представления. Высокий и немного сутулый акробат одет в красное трико. В правой руке он держит шпагу, а левую по-дружески положил на плечо юного Арлекина. Его грустные глаза безучастно смотрят в сторону. Арлекин, одетый в трико с разноцветными ромбами, напротив, кажется спокойным и уверенным в себе. Картина, довольно условная по стилю, отображает тему положения артистов в обществе, где их высмеивают и считают социальными изгоями.
В марте 1920 года работа Пикассо «Акробат и молодой Арлекин» была опубликована в обзоре «Искусство и философия». В настоящее время она является частью постоянной коллекции Фонда Барнса (Пенсильвания, США).